# سیارک ۱۹۶۰۰۰
سیارک ۱۹۶۰۰۰ (به انگلیسی: 196000 Izzard، نامگذاری:2002RY237) صد و نود و شش هزارمین سیارک کشف شده‌است که در ۱۵ سپتامبر ۲۰۰۲ کشف شد.